# Comté d'Athens
Le comté d'Athens, en anglais : Athens County, est un des 88 comtés de l'État de l'Ohio, aux États-Unis.
Son siège est fixé à Athens.
Le comté a été créé en 1805 à partir du comté de Washington. La première université d'État de l'Ohio, l'Université de l'Ohio, y a été fondée en 1804. Le nom du comté vient du parallèle entre cette université et la cité antique d'Athènes, lieu majeur des sciences de la Grèce antique.

## Subdivisions administratives

### Villes
- Athens (siège du comté)
- Nelsonville

### Villages
- Albany
- Amesville
- Buchtel
- Chauncey
- Coolville
- Glouster
- Jacksonville
- Trimble

### Cantons civils
- Alexander
- Ames
- Athens
- Bern
- Canaan
- Carthage
- Dover
- Lee
- Lodi
- Rome
- Trimble
- Troy
- Waterloo
- York

### Secteurs statistiques
- Hockingport
- Millfield
- New Marshfield
- Stewart
- The Plains

### Autres divisions non constituées

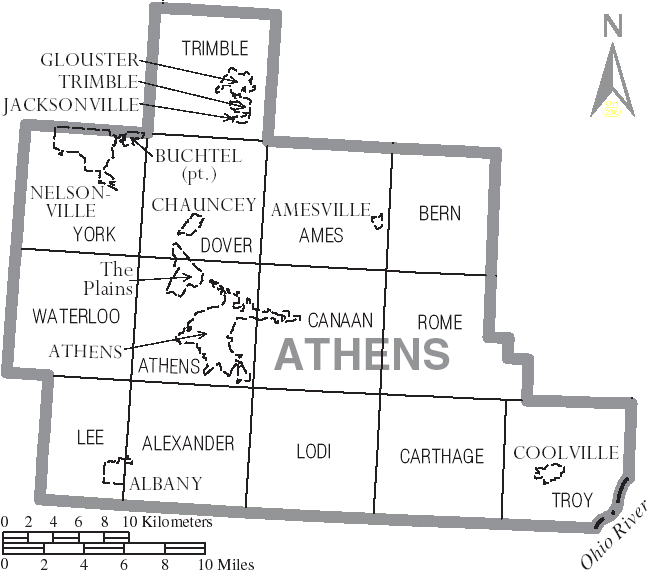
Carte des municipalités et subdivisions du comté d'Athens

- Beaumont
- Beebe
- Bessemer
- Big Run
- Burr Oak
- Canaanville
- Carbondale
- Doanville
- Frost
- Garden
- Glen Ebon
- Guysville
- Hamley Run
- Hartleyville
- Hebardville
- Liars Corner
- Lottridge
- Luhrig
- Mineral
- Modoc
- New England
- New Floodwood
- Pleasanton
- Pratts Fork
- Redtown
- Shade
- Sharpsburg
- Torch
- Utley

### Villes fantômes
- Ingham
- King's Station